# Reichsmesse
Eine Reichsmesse war ein vom Kaiser des Heiligen Römischen Reiches an bestimmte Städte verliehenes Privileg, Märkte durchzuführen. Im Unterschied dazu wurden Jahrmärkte durch die jeweiligen Landesherren genehmigt. Mit Veranstaltung einer Messe war die Ausweisung von Messebannmeilen um die privilegierte Stadt verbunden. Städte wie zum Beispiel Erfurt verloren durch die Konkurrenz anderer Städte wie Leipzig an Einfluss, da sie in ihrer Markttätigkeit eingeschränkt wurden und Kaufleute ihre Waren nicht feilbieten konnten.
Die größten jährlichen Reichsmessen gab es in Leipzig aufgrund eines von Kaiser Maximilian I. verliehen Privilegs sowie in Frankfurt am Main. Auch andere Städte wie zum Beispiel Magdeburg bewarben sich beim Kaiser um das Recht zur Durchführung von Reichsmessen.
Das Leipziger Messeamt wurde 1940 von den Nationalsozialisten in Reichsmesseamt umbenannt, von 1937 bis 1945 trug Leipzig den Ehrentitel Reichsmessestadt.